# 新谷要二
新谷 要二（しんたに ようじ、1911年（明治44年）2月26日 - 没年不明）は、日本の実業家、政治家。山口県議会副議長。千鳥水産代表取締役。旭洋造船取締役。山口県輸出スダレ協同組合理事長。山口県漁業生産組合長。下関漁港管理委員。下関水産振興協会・山口県遠洋底曳網漁業協会下関支部各理事。

## 人物
山口県萩市出身。中央大学中退。1951年、山口県議会議員に当選。住所は山口県萩市唐樋町。

## 家族
新谷家
- 長男・和彦（山口県議会議員[6]、1943年 - ） - 1967年、中央大学を卒業しニチレイに入社[6]。1991年、山口県議会議員に初当選[6]。1995年、自由民主党萩支部長に就任[6]。1997年、山口県議会農林水産委員長に就任[6]。1999年、山口県議会厚生委員長に就任[6]。2009年、自民党県議団会長に就任[6]。2011年、山口県議会副議長に就任[6]。2013年、自由民主党山口県連幹事長に就任[6]。統一教会系団体「日韓トンネル推進山口県民会議」会長を務めた[7]。林芳正の衆院鞍替えなどを支援した[7]。妻、一男二女がいる[6]。